# Candidats à la primaire ouverte de la droite et du centre en 2016
Cette page présente les candidats à la primaire ouverte de la droite et du centre organisée en novembre 2016, en vue de l'élection présidentielle française de 2017.

## Candidats
Sept candidatures (LR, sauf précision) ont été déclarées recevables par la Haute Autorité de la Primaire le 21 septembre 2016.

### Jean-François Copé
- Député de Seine-et-Marne de 1995 à 1997, en 2002 et depuis 2007
- Maire de Meaux de 1995 à 2002 et depuis 2005
- Président de l'UMP de 2012 à 2014
- Secrétaire général de l'UMP de 2010 à 2012
- Président du groupe UMP à l'Assemblée nationale de 2007 à 2010
- Ministre délégué chargé du Budget et de la Réforme de l'État de 2004 à 2007
- Ministre délégué chargé de l'Intérieur en 2004
- Porte-parole du gouvernement de 2002 à 2007
- Secrétaire d'État chargé des Relations avec le Parlement de 2002 à 2004

Jean-François Copé (52 ans) annonce sa candidature le 14 février 2016 au Journal de 20 heures de France 2, quelques semaines après la sortie de son livre Le Sursaut français. Après près de 18 mois de silence médiatique, il dit être prêt à revenir sur le devant de la scène.

#### Soutiens et parrainages
- Députés LR : Élie Aboud[3], Laurence Arribagé (soutient Nicolas Sarkozy)[4], Olivier Audibert-Troin[4], Jean-Claude Bouchet[4], Gérard Cherpion[4], Bernard Deflesselles[4], Olivier Dassault[5], Marc Francina[4], Laurent Furst[4], Michel Herbillon[4], Denis Jacquat[4], Thierry Lazaro[4], Josette Pons[4], André Schneider[4], Jean-Charles Taugourdeau[4], Michèle Tabarot[4], Jean-Marie Tétart[4], Michel Voisin[4]
- Sénateurs LR : François Calvet[4], Jean-Claude Carle[4], Anne Chain-Larché[4], Jacques Grosperrin[4], Alain Vasselle[4]
- Député européen LR : Franck Proust[4]
- Député européen DVD : Jérôme Lavrilleux[5],[6]
- Personnalité hors politique : Stéphane Collaro[7]

#### Équipe de campagne
- Directrice de campagne : Michèle Tabarot[8]
- Chargés d'un thème : Sophia Bahri (jeunesse)[8], Antoine Lévèque (presse)[8]

### François Fillon
- Député de Paris depuis 2012
- Co-président de l'UMP (intérim) en 2014
- Président du groupe Rassemblement-UMP à l'Assemblée nationale de 2012 à 2013
- Premier ministre de 2007 à 2012
- Ministre de l'Écologie, du Développement durable, des Transports et du Logement en 2012
- Député de la Sarthe de 1981 à 1993, de 1997 à 2002 et en 2007
- Sénateur de la Sarthe en 2004 et de 2005 à 2007
- Ministre de l'Éducation nationale, de l'Enseignement supérieur et de la Recherche de 2004 à 2005
- Ministre des Affaires sociales, du Travail et de la Solidarité de 2002 à 2004
- Président de la communauté de communes de Sablé-sur-Sarthe de 2001 à 2012
- Président du conseil régional des Pays de la Loire de 1998 à 2002
- Maire de Sablé-sur-Sarthe de 1983 à 2001
- Président du conseil général de la Sarthe de 1992 à 1998
- Ministre délégué chargé de la Poste, des Télécommunications et de l'Espace de 1995 à 1997
- Ministre des Technologies de l'Information et de la Poste en 1995
- Ministre de l'Enseignement supérieur et de la Recherche de 1993 à 1995

François Fillon (62 ans) annonce sa candidature le 9 mai 2013,. Il la confirme le 15 avril 2015 en déclarant qu'il est « un candidat qui veut proposer un projet de rupture et de progrès avec l'ambition de faire de la France la première puissance européenne en 10 ans ». Il annonce en janvier 2016 qu'il quittera la politique s'il échoue à remporter la primaire. Il déclare, tout comme Alain Juppé, ne vouloir faire qu'un seul mandat s'il est élu en 2017.

#### Soutiens
- Députés LR : Bernard Accoyer, Jacques-Alain Bénisti, Marcel Bonnot, Valérie Boyer, Xavier Breton, Gilles Carrez (parraine Nathalie Kosciusko-Morizet), Jérôme Chartier, Bernard Debré, Rémi Delatte, Nicolas Dhuicq, Dominique Dord, Marianne Dubois, Annie Genevard, Guy Geoffroy, Georges Ginesta, Serge Grouard, Michel Heinrich, Patrick Hetzel, Philippe Houillon, Jean-François Lamour, Alain Lebœuf, Isabelle Le Callennec, Bruno Le Maire (2d tour), Dominique Le Mèner, Céleste Lett, Véronique Louwagie, Thierry Mariani, Philippe Martin, Alain Marty, Jean-Claude Mathis, Gérard Menuel, Jean-Claude Mignon, Bernard Perrut, Christophe Priou, Frédéric Reiss, Sophie Rohfritsch, Camille de Rocca Serra, Jean-Marie Sermier, Michel Sordi, Claude Sturni, Lionel Tardy, Michel Terrot, Guy Teissier, Pascal Thévenot
- Député PCD : Jean-Frédéric Poisson (2d tour)
- Député LS : Jacques Bompard (2d tour)
- Sénateurs LR : Gilbert Barbier, Philippe Bas, Annick Billon, François-Noël Buffet, Jean-Noël Cardoux, Caroline Cayeux, Philippe Dallier, Isabelle Debré, Catherine Deroche, Chantal Deseyne, Catherine Di Folco, Éric Doligé, Louis Duvernois, Bernard Fournier, Pierre Frogier (2d tour), Marc Laménie, Élisabeth Lamure, Gérard Larcher, Dominique de Legge, Jean-Pierre Leleux, Jean-Claude Lenoir, Gérard Longuet, Didier Mandelli, Alain Milon, Louis-Jean de Nicolaÿ, Cédric Perrin, Ladislas Poniatowski, François Pillet, Hugues Portelli, Sophie Primas, Jean-François Rapin, Bruno Retailleau, Henri de Raincourt, Michel Savin, Bruno Sido, Michel Vaspart, Alain Vasselle, Hilarion Vendégou, Jean Pierre Vogel
- Sénateur UDI : Annick Billon
- Députés européens LR : Alain Cadec, Michel Dantin, Marc Joulaud
- Député européen NI : Aymeric Chauprade (2d tour)
- Autres personnalités politiques : Roselyne Bachelot, Sonia Backès (2d tour), Arnaud Bazin, Xavier Bertrand (2d tour), Jean de Boishue, Karine Charbonnier-Beck, Jean-Patrick Courtois, Nicolas Daragon (2d tour)[14], Bernard Deladrière, Valéry Giscard d'Estaing, François Goulard, Françoise Hostalier, Bruno Magras, Hugues Martin, Gilbert Meyer, Hervé Morin (2d tour), Hervé Novelli, Vladimir Poutine (2d tour)[15], Nicolas Sarkozy (2d tour)
- Personnalités hors politique : Alain Afflelou, Frigide Barjot (2d tour)[16], Henri de Castries, Pierre Danon, Jacques Gérault, Henri Lachmann, Anne Méaux, Xavier Niel, Denis Payre, Guillaume Poitrinal, Patrick Pouyanné, Denis Ranque, Patrick Stefanini
- Formations politiques et autres associations : Nouveau Centre (2d tour)[17], Chasse, pêche, nature et traditions (2d tour)[18], Sens commun[19], Centre national des indépendants et paysans (2d tour)[20].

#### Équipe de campagne
- Directeur de campagne : Patrick Stefanini

### Alain Juppé
- Maire de Bordeaux de 1995 à 2004 et depuis 2006
- Président la communauté urbaine de Bordeaux puis de Bordeaux Métropole de 1995 à 2004 et depuis 2014
- Co-président de l'UMP (intérim) en 2014
- Ministre d'État, ministre des Affaires étrangères et européennes de 2011 à 2012
- Ministre d'État, ministre de la Défense et des Anciens combattants de 2010 à 2011
- Ministre d'État, ministre de l'Écologie, du Développement et de l'Aménagement durable en 2007
- Député de la Gironde de 1997 à 2004
- Président de l'UMP de 2002 à 2004
- Président du RPR de 1994 à 1997
- Premier ministre de 1995 à 1997
- Ministre des Affaires étrangères de 1993 à 1995
- Secrétaire général du RPR de 1988 à 1995
- Député de Paris en 1986 et de 1988 à 1993
- Député européen de 1984 à 1986 et en 1989
- Ministre délégué auprès du ministre de l'Économie, des Finances et de la Privatisation, chargé du Budget de 1986 à 1988
- Porte-parole du gouvernement de 1986 à 1988
- Conseiller de Paris et adjoint au maire de Paris de 1983 à 1995

Alain Juppé (71 ans) annonce sa candidature le 20 août 2014,. Il a écrit quatre livres présentant et détaillant son programme : le premier en août 2015 : Mes chemins pour l'école, le second en janvier 2016 : Pour un État fort, le troisième en mai 2016 : Cinq ans pour l'emploi, le quatrième paru en septembre 2016 : De vous à moi.

#### Soutiens
- Députés LR : Benoist Apparu, Dominique Bussereau, Jean-François Copé (2d tour), François Cornut-Gentille, Jean-Louis Costes, Jean-Pierre Decool, Lucien Degauchy, Patrick Devedjian (parraine Nathalie Kosciusko-Morizet), Hervé Gaymard, Jean-Pierre Giran, Philippe Gosselin (soutient initialement Hervé Mariton), Arlette Grosskost (parraine Hervé Mariton), Guénhaël Huet, Nathalie Kosciusko-Morizet (2d tour)[27], Marc Laffineur, Frédéric Lefebvre[28], Jean Leonetti, Laurent Marcangeli, Hervé Mariton[29], François de Mazières, Édouard Philippe, Axel Poniatowski, Jean-Luc Reitzer, Franck Riester (2d tour, porte-parole de Bruno Le Maire au 1er tour), Arnaud Viala
- Députés UDI : Thierry Benoit, Charles de Courson, Laurent Degallaix, Stéphane Demilly, Yannick Favennec Becot, Philippe Gomès, Francis Hillmeyer, Jean-Christophe Lagarde, Sonia Lagarde (parraine Nathalie Kosciusko-Morizet), Bertrand Pancher, Michel Piron, Franck Reynier, Arnaud Richard, André Santini, Jean-Paul Tuaiva, Philippe Vigier[30], Patrick Weiten, Michel Zumkeller[31]
- Député MoDem : Thierry Robert
- Sénateurs LR : Pascal Allizard, Christophe Béchu, Jérôme Bignon, Agnès Canayer, Daniel Chasseing, Alain Chatillon, Gérard César, Marie-Hélène des Esgaulx, Hubert Falco, Alain Fouché, Jacques Gautier, Jean-Pierre Grand, François Grosdidier, Jean-François Husson, Fabienne Keller, Robert Laufoaulu, Daniel Laurent, Jacques Legendre, Jean-Baptiste Lemoyne, Philippe Leroy, Michel Magras (parraine Nathalie Kosciusko-Morizet), Claude Malhuret, Patrick Masclet, Marie Mercier, Brigitte Micouleau, Philippe Mouiller, Claude Nougein, Jean-Jacques Panunzi, Philippe Paul, Robert del Picchia (soutient initialement Bruno Le Maire), Xavier Pintat, Louis Pinton (†)[Note 2], André Reichardt, Jean-Pierre Raffarin
- Sénateurs UDI : Olivier Cadic, Michel Canévet, Vincent Capo-Canellas, Daniel Chasseing, Alain Chatillon, Olivier Cigolotti, Vincent Delahaye, Yves Détraigne, Élisabeth Doineau, Daniel Dubois, Françoise Férat, Jean-Marc Gabouty, Françoise Gatel, Nathalie Goulet, Joël Guerriau, Loïc Hervé, Chantal Jouanno (parraine Nathalie Kosciusko-Morizet), Sophie Joissains, Claude Kern, Valérie Létard, Anne-Catherine Loisier, Jean-François Longeot, Hervé Marseille, Pierre Médevielle, Christian Namy, Yves Pozzo di Borgo, Henri Tandonnet, Lana Tetuanui, Jean-Marie Vanlerenberghe
- Sénateurs MoDem : Jacqueline Gourault, Jean-Jacques Lasserre, Gérard Roche
- Sénateur DVD : Alex Türk
- Députés européens LR : Arnaud Danjean, Alain Lamassoure, Élisabeth Morin-Chartier, Tokia Saïfi
- Député européen UDI : Dominique Riquet
- Député européen MoDem : Marielle de Sarnez
- Autres personnalités politiques : Christine Albanel, Pierre André, Jean Baggioni, François Bayrou, Azouz Begag, Léon Bertrand, Bernard Bonne, Bruno Bourg-Broc, Pierre-Yves Bournazel, Thierry Breton[32], Yves Bur, Virginie Calmels, Jacques Chirac, Jean-Louis Debré, Vincent Descœur, Geoffroy Didier, Nassimah Dindar, Olivier Dosne, Philippe Douste-Blazy, Jérôme Dubus, Pierre-Mathieu Duhamel, Christian Dupuy, Alain Ferry, Édouard Fritch, Louis de Froissard de Broissia, Louis Giscard d'Estaing, Jacques Godfrain, Marie Guévenoux, Aline Hanson, Laurent Hénart, Bruno Joncour, Mansour Kamardine, Alain Lambert, Jean-René Lecerf, Jean-François Legaret, Didier Leroux, Jean-Pierre Marcon, Pascal Martin, Pierre Méhaignerie, Christian Monteil, Karl Olive, Valérie Pécresse (parraine Nathalie Kosciusko-Morizet), Marie-Luce Penchard, Dominique Perben, Jean-Jacques de Peretti, David Robo (parraine Nathalie Kosciusko-Morizet), Ange Santini, Margie Sudre, Jean Tiberi, Jean-Paul Virapoullé, Gaël Yanno
- Personnalités hors politique : Gilles Boyer, Claude Chirac, Alain Delon, Pierre Durand, Xavier Fontanet, Louis Gallois, Jean-Paul Herteman, Isabelle Juppé, Marc Ladreit de Lacharrière, Michou, Alain Minc, Frédéric Salat-Baroux
- Formations politiques : Force européenne démocrate, Parti radical, Union des démocrates et indépendants[33]

#### Équipe de campagne
- Directeur de campagne : Gilles Boyer[34]
- Secrétaire générale : Marie Guévenoux[35]
- Directeur de la communication : Charles Hufnagel[36]
- Directrice de la stratégie numérique : Eve Zuckerman[37]

### Nathalie Kosciusko-Morizet
- Présidente du groupe Les Républicains au Conseil de Paris depuis 2014
- Députée de l'Essonne de 2002 à 2007 et depuis 2012
- Vice-présidente de l'UMP puis des Républicains de 2014 à 2015
- Maire de Longjumeau de 2008 à 2013
- Ministre de l'Écologie, du Développement durable, des Transports et du Logement de 2010 à 2012
- Secrétaire d'État auprès du Premier ministre, chargée de la Prospective et du Développement de l'Économie numérique de 2009 à 2010
- Secrétaire d'État auprès du ministre d'État, ministre de l'Écologie, du Développement et de l'Aménagement durables, chargée de l'Écologie de 2007 à 2009
- Conseillère régionale d'Île-de-France de 2004 à 2010

Nathalie Kosciusko-Morizet (43 ans) se déclare candidate à la primaire le 8 mars 2016, à l'occasion de la journée internationale des droits des femmes, sur le plateau du Journal de 20 heures de TF1. Son livre programmatique intitulé Nous avons changé de monde paraît le lendemain.

#### Soutiens
- Députés LR : Jean-Louis Christ[39], Patrice Martin-Lalande[39], Martial Saddier[40],
- Sénateurs LR : Catherine Procaccia[41], Abdourahamane Soilihi[42]
- Député UDI : Philippe Folliot
- Sénateur UDI : Joël Guerriau
- Sénateur RDSE : Michel Amiel, Mireille Jouve
- Autre personnalité politique : Jérôme Peyrat[43]
- Personnalité hors politique : Jean-Luc Mano[43]

#### Équipe de campagne
- Directeur de campagne : Grégoire de Lasteyrie[44]
- Porte-paroles : Martial Saddier, Florence Bariseau, Marie-Laure Harel et Michel Bouvard
- Orateurs nationaux : Déborah Pawlik, Jean-Didier Berthault, Françoise Beziat, Delphine David, Jean-Baptiste Goulard, Nathalie Gosselin, Ann-Katrin Jego, Frédéric Latour, Geneviève Machery, Déborah Münzer, Gaëlle Nicolas et Michel Py

#### Programme et propositions
Institutions
- Création d'une « Chambre des citoyens », une plate-forme en ligne permettant aux citoyens ordinaires de proposer un texte de loi[45].
- Suppression du Conseil économique, social et environnemental (CESE)[45].
- Création d'une assemblée constituante[45].
- Réduction du nombre de parlementaires (200 sénateurs et 400 députés)[45].
- Mise en place d'une part de proportionnelle à l'Assemblée nationale[45].
- Suppression de la fonction de Premier ministre et réduction du nombre de ministres (dix grands ministres)[45].

Défense, sécurité et justice
- Création d'un service national court (trois mois) obligatoire pour tous[46].
- Construction de 20 000 places de prison[47].
- Création d'une peine de « perpétuité réelle pour les faits de terrorisme »[48].
- Création d'une agence de renseignement technologique unique[49].
- Interdiction du salafisme[50].
- Création d'une taxe/redevance sur le halal pour financer l'islam de France[48].

Éducation
- Suppression du statut de fonctionnaires pour les enseignants[51].

Économie et emploi
- Création d'un statut général de travailleur indépendant[52].
- Instauration d'une « flat tax » ou d'un « impôt proportionnel individualisé » auquel serait assorti un revenu de base pour tous[53].
- Réforme de la politique familiale avec le versement aux parents d'une allocation de ressources dès le premier enfant et jusqu'à ses dix-huit ans (allocation augmentée entre les 14 et 17 ans de l'adolescent)[53].

Autres
- Dépénalisation de la consommation de cannabis, avec maintien des contraventions[54].
- Ouverture de la PMA aux couples lesbiens[55].

### Bruno Le Maire
- Député de l'Eure de 2007 à 2009 et depuis 2012
- Conseiller régional de Haute-Normandie de 2010 à 2015
- Ministre de l'Agriculture, de l'Alimentation, de la Pêche, de la Ruralité et de l'Aménagement du territoire de 2009 à 2012
- Secrétaire d'État auprès du ministre des Affaires étrangères et européennes, chargé des Affaires européennes de 2008 à 2009
- Directeur de cabinet du Premier ministre de 2006 à 2007

Bruno Le Maire (47 ans) déclare officiellement sa candidature lors d'une réunion publique à Vesoul le 23 février 2016. « Ma décision est simple, solide, inébranlable. Oui, je suis candidat à la présidence », dit-il sur scène. Il avait auparavant laissé peu de doute sur sa participation à la primaire. « Si je vous disais que je ne suis pas prêt pour le primaire, je vous mentirais. Et je ne veux pas mentir », avait-il dit sur RTL 4 en janvier. Dans le sillage de sa candidature, Bruno Le Maire publie un livre sur sa vision de la France intitulée Ne vous résignez pas, puis le 17 septembre, son programme détaillé Contrat présidentiel.

#### Soutiens
- Députés LR : Damien Abad, Yves Albarello, Olivier Carré, Alain Chrétien, Claude de Ganay, Antoine Herth, Philippe Le Ray, Gilles Lurton, Jacques Pélissard, Bérengère Poletti, Didier Quentin, Laure de La Raudière, Franck Riester, Arnaud Robinet, Fernand Siré, Thierry Solère, Éric Straumann, Dominique Tian, Charles de La Verpillière, Jean-Sébastien Vialatte
- Député UDI : Yves Jégo
- Sénateurs LR : Gérard Bailly, Gérard Cornu, Nicole Duranton, Jean-Paul Émorine, Benoît Huré, Corinne Imbert, Guy-Dominique Kennel, Colette Mélot, Patricia Morhet-Richaud, Cyril Pellevat, Robert del Picchia (parraine Alain Juppé), Michel Raison
- Sénateurs UDI : Hervé Maurey, Catherine Morin-Desailly
- Députée européenne LR : Anne Sander
- Autres personnalités politiques : Michel Barnier, Serge Babary, Frédéric Bierry, Pascal Coste, Brigitte Fouré (UDI), Jacques Houssin, Sébastien Lecornu, Guy Lefrand, Cynthia Ligeard, Hervé Morin (UDI), Jean-Marc Nesme, Gaël Perdriau, Clément Pernot, Salima Saa[58]
- Personnalités hors politique : Robin Rivaton, Michel de Rosen

#### Équipe de campagne
- Directeur de campagne : Jérôme Grand d'Esnon[59]

#### Programme et propositions
Institutions
- Référendum sur le renouvellement de la classe politique[60].

Défense, sécurité et justice
- Construction de 10 000 places de prisons.

Éducation
- Suppression du collège unique[61],[62].
- Suppression de l'ENA[62].
- 15 heures de français par semaine à l'école primaire[62].
- Revalorisation du salaire des professeurs des écoles de 10 %[62].

Économie et emploi
- Baisse massive des charges sur les entreprises.
- Augmentation des petites retraites.
- Baisse de la CSG à 6%.

### Jean-Frédéric Poisson
- Président du Parti chrétien-démocrate depuis 2013
- Député des Yvelines de 2007 à 2010 et depuis 2012
- Président de la communauté d'agglomération Rambouillet Territoires depuis 2009
- Maire de Rambouillet de 2004 à 2007

Jean-Frédéric Poisson (53 ans) se présente à la primaire le 14 septembre 2015 en tant que président du Parti chrétien-démocrate, et en tant que tel est directement qualifié à la primaire, sans avoir à trouver les parrainages nécessaires.

#### Soutiens
- Personnalités politiques : Christine Boutin[64], Xavier Lemoine, Patrick Louis, Karim Ouchikh (SIEL)[65].
- Autres personnalités : Charles Beigbeder[66]
- Formation politique : Parti chrétien-démocrate

#### Programme et propositions
- Abrogation de la loi sur le mariage pour tous[67].
- Arrêt du regroupement familial pour les personnes immigrées[67].
- Arrêt du droit du sol[67].
- Inscription des « racines chrétiennes de la France » dans la Constitution[67].
- Mise en place du revenu universel[67].

### Nicolas Sarkozy
- Président des Républicains de 2015 à 2016
- Président de l'UMP de 2004 à 2007 et de 2014 à 2015
- Président de la République de 2007 à 2012
- Président du conseil général des Hauts-de-Seine de 2004 à 2007
- Ministre d'État, ministre de l'Intérieur et de l'Aménagement du territoire de 2005 à 2007
- Député des Hauts-de-Seine de 1988 à 1993, de 1995 à 2002 et en 2005
- Ministre d'État, ministre de l'Économie, des Finances et de l'Industrie en 2004
- Ministre de l'Intérieur, de la Sécurité intérieure et des Libertés locales de 2002 à 2004
- Maire de Neuilly-sur-Seine de 1983 à 2002
- Président du RPR (intérim) en 1999
- Député européen en 1999
- Secrétaire général du RPR de 1997 à 1999
- Ministre de la Communication de 1994 à 1995
- Ministre du Budget de 1993 à 1995
- Porte-parole du gouvernement de 1993 à 1995

Nicolas Sarkozy (61 ans) se déclare candidat le 22 août 2016, quelques jours avant la date limite de dépôt des candidatures. Trois jours après, il publie son livre programmatique Tout pour la France.

#### Soutiens
- Députés LR : Nicole Ameline (parraine Nathalie Kosciusko-Morizet), Laurence Arribagé (parraine Jean-François Copé), Patrick Balkany, Jean-Pierre Barbier, Sylvain Berrios, Marine Brenier, Philippe Briand, Bernard Brochand, Luc Chatel, Dino Cinieri, Éric Ciotti, Philippe Cochet, Édouard Courtial, Jean-Michel Couve, Marie-Christine Dalloz, Marc-Philippe Daubresse, Sophie Dion, Jean-Pierre Door, David Douillet, Virginie Duby-Muller, Daniel Fasquelle, Georges Fenech, Marie-Louise Fort, Yves Foulon, Yves Fromion, Sauveur Gandolfi-Scheit, Bernard Gérard, Alain Gest, Daniel Gibbs, Charles Ange Ginésy, Claude Goasguen, Philippe Goujon, Claude Greff, Jean-Claude Guibal, Jean-Jacques Guillet, Françoise Guégot, Christophe Guilloteau, Sébastien Huyghe, Christian Jacob, Jacques Kossowski, Valérie Lacroute, Guillaume Larrivé, Patrick Labaune, Vincent Ledoux, Pierre Lellouche (soutient initialement François Fillon), Pierre Lequiller, Lionnel Luca, Jean-François Mancel, Alain Marleix, Olivier Marleix, Franck Marlin, Alain Marsaud, Damien Meslot, Philippe Meunier, Yannick Moreau, Alain Moyne-Bressand, Yves Nicolin, Patrick Ollier, Stéphanie Pernod-Beaudon, Bernard Reynès, François Scellier, Alain Suguenot, Catherine Vautrin, Philippe Vitel, Laurent Wauquiez, Éric Woerth
- Députés UDI : Maurice Leroy, Rudy Salles, Jean-Pierre Vigier
- Sénateurs LR : François Baroin, Jean Bizet, Pierre Charon, René Danesi, Serge Dassault, Francis Delattre, Jacky Deromedi, Philippe Dominati, Dominique Estrosi Sassone, Michel Fontaine, Michel Forissier, Jean-Paul Fournier, Christophe-André Frassa, Pierre Frogier, Jean-Claude Gaudin, Bruno Gilles, Colette Giudicelli (soutient initialement François Fillon), Alain Gournac, Charles Guené, Michel Houel, Alain Houpert, Christiane Hummel, Alain Joyandet, Roger Karoutchi, Vivette Lopez, Louis Nègre, Jean-François Mayet, Didier Robert (soutient initialement François Fillon), René-Paul Savary, Catherine Troendlé
- Députés européens LR : Rachida Dati, Angélique Delahaye, Françoise Grossetête, Brice Hortefeux, Philippe Juvin, Constance Le Grip, Renaud Muselier, Maurice Ponga
- Autres personnalités politiques : Sonia Backès, Isabelle Balkany, Édouard Balladur, Brigitte Barèges, Natacha Bouchart, Bernard Carayon, Joëlle Ceccaldi-Raynaud, Éric Cesari, Bernadette Chirac, Gérald Darmanin, Éric Diard, Christian Estrosi, Gaston Flosse, Nicolas Forissier, Éric Gay, Claude Guéant, Maryse Joissains-Masini, Fabienne Labrette-Ménager, David Lappartient, Franck Louvrier, Philippe Marini, Harold Martin, Marie-Anne Montchamp, Yves Moraine, Georges Naturel, Frédéric Péchenard, Guillaume Peltier, Philippe Pradal, Jean-Marc Pujol, José Rossi, Jean Rottner, Philippe Richert, Max Roustan, Antoine Rufenacht, Thierry Santa, Jean Sarkozy, Gérard Trémège, Georges Tron, Martine Vassal
- Personnalités hors politique : Didier Barbelivien, Íngrid Betancourt, Carla Bruni-Sarkozy, Michel Gaudin, Pierre Giacometti, Jean d'Ormesson, Sébastien Proto, Francis Szpiner, Philippe Villin
- Formation politique : Centre national des indépendants et paysans, Chasse, pêche, nature et traditions

#### Équipe de campagne
- Coordinateur de campagne : Gérald Darmanin

#### Programme et propositions
Sur le plan économique, Nicolas Sarkozy propose la suppression de l'ISF, le report de l'âge légal de départ à la retraite de 62 à 64 ans en 2024 et l'alignement des régimes de retraite du public sur ceux du privé. L'ancien président souhaite aussi baisser les impôts de 40 milliards d'euros et la dépense publique de 100 milliards. Il affiche également sa volonté de baisser le nombre de fonctionnaires de 300 000 effectifs sur cinq ans, et souhaite que ceux-ci travaillent 37 heures hebdomadaires. Il veut consacrer 2 % du budget à la défense d'ici 2025.
Au niveau européen, il n'exclut pas la tenue d'un référendum sur l'Union européenne et souhaite un traité de refondation. Il propose également la création d'un fonds monétaire européen ainsi que d'un secrétaire général du gouvernement économique. Ancien partisan de l'introduction de la règle d'or budgétaire dans la Constitution, il propose, comme les autres candidats , à la primaire, de s'affranchir provisoirement des engagements pris par la France auprès de Bruxelles. Auparavant opposé à l'usage du référendum, il s'engage à l'utiliser (concernant la suspension du regroupement familial et la mise en rétention administrative des personnes fichées S), comme durant sa campagne présidentielle de 2012.

## Candidatures non retenues

### Candidats n'ayant pas obtenu les parrainages nécessaires
Les personnes suivantes se sont déclarées candidates à la primaire, mais n'ont pas réussi à rassembler les parrainages nécessaires pour participer au scrutin.
| Nom et âge             | Nom et âge                 | Détails des fonctions et précision sur la candidature |
| ---------------------- | -------------------------- | --- |
| Illustration manquante | Geoffroy Didier (40 ans)   | - Vice-président du conseil régional d'Île-de-France depuis 2015 Il annonce sa candidature le 29 mars 2016. |
| Henri Guaino           | Henri Guaino (59 ans)      | - Député des Yvelines depuis 2012 - Commissaire général au Plan de 1995 à 1998 Ancien conseiller spécial de Nicolas Sarkozy, il annonce sa candidature le 13 juin 2016 en déclarant qu'il a « quelque chose à dire. J'en ai assez de cette politique qui ne sait plus dire non ». N'étant pas parvenu à réunir les parrainages nécessaires pour concourir à la primaire, il entend se présenter directement à l'élection présidentielle. |
| Frédéric Lefebvre      | Frédéric Lefebvre (52 ans) | - Député pour les Français établis hors de France depuis 2013 - Secrétaire d'État auprès du ministre de l'Économie, des Finances et de l'Industrie, chargé du Commerce, de l'Artisanat, des Petites et Moyennes Entreprises, du Tourisme, des Services, des Professions libérales et de la Consommation de 2010 à 2012 - Député des Hauts-de-Seine de 2007 à 2009 Il se déclare candidat à la primaire le 20 janvier 2016. Faute de parrainages suffisants, il tente une demande au titre « autres partis » , mais il est débouté pour « recevabilité » le 14 septembre 2016 par la HAP. |
| Hervé Mariton          | Hervé Mariton (57 ans)     | - Député de la Drôme de 1993 à 1997 et depuis 2002 - Maire de Crest depuis 1995 - Ministre de l'Outre-mer en 2007 Il se déclare candidat à la primaire le 20 septembre 2015. Pour appuyer sa candidature, il publie un livre intitulé Le Printemps des Libertés. Le 16 janvier 2016, il se prononce contre la candidature de Nicolas Sarkozy à la primaire, estimant que si l'ancien président de la République était le candidat de la droite et du centre à l'élection présidentielle de 2017, cela favoriserait la réélection de François Hollande. Le 21 septembre 2016, la Haute Autorité annonce qu'il lui manque des parrainages d'adhérents LR pour pouvoir se présenter à la primaire. |
| Nadine Morano          | Nadine Morano (52 ans)     | - Députée européenne depuis 2014 - Ministre auprès du ministre du Travail, de l'Emploi et de la Santé, chargée de l'Apprentissage et de la Formation professionnelle de 2010 à 2012 - Secrétaire d'État auprès du ministre du Travail, des Relations sociales, de la Famille, de la Solidarité et de la Ville, chargée de la Famille et de la Solidarité de 2009 à 2010 - Secrétaire d'État auprès du ministre du Travail, des Relations sociales, de la Famille et de la Solidarité, chargée de la Famille de 2008 à 2009 - Députée de Meurthe-et-Moselle de 2002 à 2008 Elle déclare sa candidature le 4 septembre 2015.                                                                      |
| Jacques Myard          | Jacques Myard (69 ans)     | - Député des Yvelines depuis 1993 - Maire de Maisons-Laffitte depuis 1989 Il se déclare candidat le 5 avril 2016. |

### Candidatures irrecevables
Trois autres candidats avaient déposé leur candidature au titre des « autres partis ou groupements politiques »,,. Les trois candidats ont été jugés irrecevables par la HAP,,, :
- le député Les Républicains Frédéric Lefebvre (52 ans) au titre de son micro-parti Nouveaux Horizons[92] ;
- l'avocat Michel Guénaire (60 ans) au titre de son micro-parti Société civile 2017 (SC17)[93] ;
- l'élu local centriste Mourad Ghazli (42 ans) au titre du Mouvement pour l’équité et le développement[94].

### Candidatures retirées
Les personnes suivantes ont exprimé leur intention de se présenter avant de se retirer :
- Xavier Bertrand (51 ans), ancien ministre du Travail et député de l'Aisne, annonce sa candidature dès le 16 septembre 2012 sur Le Grand Rendez-vous[95]. Il se retire le 14 décembre 2015 après sa victoire lors des élections régionales de 2015 en Nord-Pas-de-Calais-Picardie[96].
- Christian Estrosi (61 ans), ancien ministre délégué à l'Industrie et député des Alpes-Maritimes, annonce sa candidature le 13 juin 2014 tout en déclarant qu'il renoncera si Nicolas Sarkozy est lui-même candidat[97],[98]. Il se retire le 16 décembre 2015 à la suite de sa victoire aux élections régionales en Provence-Alpes-Côte d'Azur[99] et apporte son soutien à Nicolas Sarkozy le 21 août 2016[100].
- Hassen Hammou (27 ans) annonce son intention de participer à la primaire le 23 janvier 2015 dans L'Express[101]. Il participe à l'interview du président François Hollande sur TF1 le 6 novembre 2014[102],[103]. Candidat sur une liste divers gauche lors des élections municipales de 2014 à Marseille, il rejoint l'UMP en décembre 2014[104]. Il a été testé lors d'une unique enquête d'opinion[105] et renonce finalement à se présenter le 5 septembre 2016 par déficit de parrainages[106],[107].

### Candidatures déclinées
Les personnes suivantes ont été supposées candidates par certains médias et ont soit décliné par la suite, soit rallié un autre candidat :
- Jean Arthuis (71 ans), ancien ministre, ancien président du conseil général de la Mayenne, ancien député, ancien sénateur et député européen[108],[109]. Il ne dépose finalement pas sa candidature auprès de la Haute Autorité.
- François Baroin (51 ans), ancien ministre, ancien député, maire de Troyes et sénateur de l'Aube[110]. Il soutient officiellement Nicolas Sarkozy le 5 juin 2016[111] contre, d'après certains médias, la promesse de ce dernier d'un « ticket (en) » pour le poste de Premier ministre[112].
- Jean-Louis Borloo (65 ans), ancien ministre, ancien député, ancien maire de Valenciennes et fondateur de l'UDI. Considéré par Hervé Morin comme « le candidat naturel du centre à la primaire », il refuse toutefois de revenir en politique[113],[109].
- Christine Lagarde (60 ans), ancienne ministre et directrice générale du FMI[114]. Bien que populaire, elle écarte cette possibilité en novembre 2015[115],[116].
- Valérie Pécresse (49 ans), ancienne ministre, ancienne députée et présidente du conseil régional d'Île-de-France. Elle ne souhaite pas participer à la primaire d'après un entretien du 6 septembre 2015[117].
- Dominique de Villepin (62 ans), ancien secrétaire général de l'Élysée, ancien ministre et ancien Premier ministre. Il décline rapidement l'idée d'être candidat[118].
- Laurent Wauquiez (41 ans)[119], devenu président des Républicains par intérim[120] le 23 août 2016[121], ancien ministre de l'Enseignement supérieur et de la Recherche, député de la Haute-Loire et président du conseil régional d'Auvergne-Rhône-Alpes. Succédant à Nicolas Sarkozy, il déclare soutenir ce dernier[122],[123]. La date butoir de dépôt étant dépassée[68], sa candidature est retirée ipso jure le 26 août.
- Michèle Alliot-Marie (69 ans), ancienne ministre et députée européenne[124]. Elle envisage néanmoins de ne pas passer par la primaire et de se présenter directement à l'élection présidentielle, ce qu’elle confirmera ensuite en août 2016[125],[126].
- Henry de Lesquen (67 ans), président de Radio Courtoisie et du Carrefour de l'horloge, dit, en avril 2016, envisager de participer à la primaire[127],[128],[129]. Il ne dépose finalement pas sa candidature auprès de la Haute Autorité[130].
- Rama Yade (39 ans), ancienne secrétaire d'État et ancienne conseillère régionale d'Île-de-France. Elle annonce sa candidature à l'élection présidentielle le 21 avril 2016 sur TF1 sous la bannière de son mouvement La France qui ose, sans passer par la primaire[131].